# Syren (Pornodarstellerin)

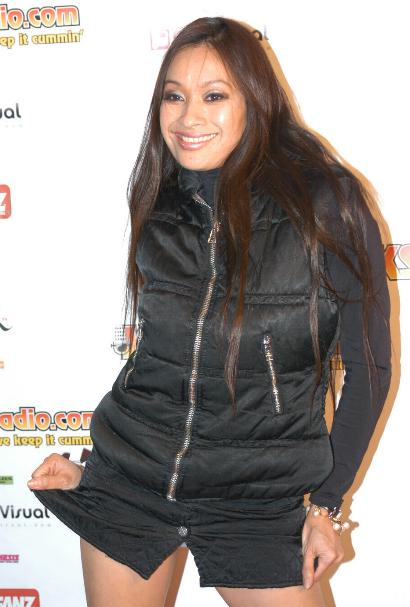
Syren (2006)

Syren (* 21. Mai 1971 in Hawaii als Corina Millado) ist eine US-amerikanische Pornodarstellerin und Schauspielerin.

## Karriere
Sie startete ihre Filmkarriere 1998 mit dem Film Pandora. Bekannt wurde sie durch ihre preisgekrönte Lesbenszene mit Ava Vincent in dem Vampirporno Les Vampyres von James Avalon.
Von 2002 an machte sie eine Pause vom Pornogeschäft, um sich ihrer Karriere als Tänzerin und als Schauspielerin in Erotik-Filmen zu widmen. 2005 drehte sie ihre erste Hardcore-Szene nach ihrer Auszeit für den Film „The Vampire Chronicles“ von Dru Berrymore.
2003 spielte sie die Hauptrolle im Thriller „Sinful Deeds“, der direkt auf DVD herausgegeben wurde. Außerdem spielte sie für vier Folgen in der Serie „The Best Sex Ever“ als Shiva.
Parallel zu ihrer Karriere im Bereich der Hardcore-Pornographie spielte sie in mehreren TV-Erotikfilmen für Firmen wie MRG Entertainment, Mainline Releasing und American Independent Productions mit. Den Einstieg in dieses Genre bekam sie durch ein Treffen mit Robert Lombard im Jahr 2002. Mehrfach arbeitete sie hierbei mit dem Regisseur Fred Olen Ray und Schauspielern wie Christine Nguyen, Voodoo und Nicole Sheridan.

## Filmografie (Auswahl)

### Pornografische Filme
- 1998: Heartache
- 1998: Vortex (1998)
- 1998: The Good, the Bad & the Wicked
- 1998: Babes Illustrated 7
- 1998: Pandora
- 1998: Special Delivery
- 2000: Les Vampyres
- 2001: Taboo 2001
- 2004: All Natural Beauties
- 2004: Dangerous Sex Games
- 2004: Young Girls’ Fantasies 6

### Erotikfilme
- 2003: Sinful Deeds
- 2006: Ghost in a Teeny Bikini
- 2006: Bikini Girls from the Lost Planet
- 2006: Naked Players
- 2007: Super Ninja Doll
- 2008: Voodoo Dollz
- 2008: Tarzeena: Jiggle in the Jungle

## Auszeichnungen
- 2000 XRCO Award „Best All Girl Sex Scene“
- 2001 AVN Award „Best All Girl Sex Scene“